# Сенниковиден игловръх
Сенниковидният игловръх (Alyssum umbellatum) е вид растение от семейство Кръстоцветни (Brassicaceae).
Таксонът е описан за пръв път от Никез Огюст Дево през 1815 година.